# غازي حنيني
غازي يوسف حنيني (12 يناير 1995) هو لاعب كرة قدم لبناني يلعب في صفوف  نادي الأنصار.

## روابط خارجية
- غازي حنيني على موقع ناشيونال فوتبول تيمز (الإنجليزية)
- غازي حنيني على موقع Soccerway.com (الإنجليزية)
- غازي حنيني على موقع كووورة